# The Comfort of Home
The Comfort Of Home è il terzo album in studio del gruppo musicale statunitense Rufio, pubblicato il 12 giugno 2005.

## Descrizione
Pubblicato dalla Nitro Records, l'album è stato prodotto da Mike Green e registrato in California a Hollywood negli studi Green Room. L'album è dedicato alla memoria di Joseph Berry.

## Tracce
1. Out of Control – 3:32
2. Let Fate Decide – 2:39
3. A Simple Line – 2:36
4. Interlude – 1:07
5. Never Learn – 3:44
6. Bitter Season – 3:07
7. Mental Games – 3:22
8. Interlude – 1:34
9. Drowning – 3:16
10. Questions and Answers – 3:07
11. Life Songs – 2:39
12. Interlude – 0:55
13. Walk Don't Run – 3:15
14. A View to Save – 3:23
15. On Our Own – 0:55
16. My Escape – 2:53

Durata totale: 42:04

## Crediti

### Formazione
- Scott Sellers - voce e chitarra
- Clark Domae - chitarra e voce
- Jon Berry - basso e voce
- Mike Jimenez - batteria

### Turnisti
- Chrissy Hampton - violino
- Nick Foxer - tastiere
- Jason Yan - tastiere